# Grosse Schlenkerspitze
La Grosse Schlenkerspitze est une montagne qui s’élève à 2 827 m d’altitude dans les Alpes de Lechtal, en Autriche.